# Borowe (Niemcza)
Borowe – dzielnica miasta Niemcza w województwie dolnośląskim, w powiecie dzierżoniowskim.
Dawniej gajówka